# Phạm Văn Cội (xã)
Phạm Văn Cội là một xã thuộc huyện Củ Chi, Thành phố Hồ Chí Minh, Việt Nam.
Xã Phạm Văn Cội có diện tích 23,20 km², dân số năm 2021 là 8.805 người,  mật độ dân số đạt 379 người/km².
Đây là nơi tọa lạc của Khu nông nghiệp công nghệ cao Thành phố Hồ Chí Minh.

## Lịch sử
Xã Phạm Văn Cội được thành lập ngày 20 tháng 5 năm 1976, từ phần đất cắt ra của xã Nhuận Đức, khi đó xã có tên là xã Phạm Văn Cội 1. Ngày 11 tháng 7 năm 1983, xã Phạm Văn Cội 1 được đổi tên thành xã Phạm Văn Cội cho đến nay. Xã được đặt theo tên Anh hùng lực lượng vũ trang nhân dân Phạm Văn Cội.